# Hyundai Exter
Der Hyundai Exter ist ein kleines Sport Utility Vehicle des südkoreanischen Automobilherstellers Hyundai.

## Geschichte
Offiziell vorgestellt wurde der Wagen im Mai 2023. Seit Juli 2023 wird er in Indien verkauft. Der südafrikanische Markt folgte im September 2024. Gebaut wird der Exter in Chennai.
Als Konkurrenzmodelle des SUV werden unter anderem der Suzuki S-Presso und der Tata Punch genannt.

## Technik
Wegen der Länge von unter vier Metern profitiert der Exter in Indien von Steuervergünstigungen. Es gibt das Fahrzeug ausschließlich mit einem 1,2-Liter-Ottomotor mit einer maximalen Leistung von 61 kW (83 PS), wobei in Indien auch eine mit Erdgas betriebene Version angeboten wird. Serienmäßig ist ein 5-Gang-Schaltgetriebe verfügbar, gegen Aufpreis gibt es ein 5-Gang-Automatikgetriebe. Das SUV hat ABS, ESP und sechs Airbags.

## Technische Daten
| Kenngrößen                                  | 1.2 CNG                    | 1.2                        |
| Bauzeitraum                                 | seit 07/2023               | seit 07/2023               |
| Motorkenndaten                              |                            |                            |
| Motortyp                                    | R4-Ottomotor               | R4-Ottomotor               |
| Motoraufladung                              | —                          | —                          |
| Hubraum                                     | 1197 cm³                   | 1197 cm³                   |
| max. Leistung                               | 51 kW (69 PS) bei 6000/min | 61 kW (83 PS) bei 6000/min |
| max. Drehmoment                             | 95 Nm bei 4000/min         | 114 Nm bei 4000/min        |
| Kraftübertragung                            |                            |                            |
| Antrieb                                     | Vorderradantrieb           | Vorderradantrieb           |
| Getriebe, serienmäßig                       | 5-Gang-Schaltgetriebe      | 5-Gang-Schaltgetriebe      |
| Getriebe, optional                          | 5-Gang-Automatikgetriebe   | —                          |
| Messwerte                                   |                            |                            |
| Höchstgeschwindigkeit                       | k. A.                      | 165 km/h                   |
| Beschleunigung, 0–100 km/h                  | k. A.                      | 12,6 s                     |
| Kraftstoffverbrauch auf 100 km (kombiniert) | k. A.                      | 5,7–5,9 l Super            |
| CO2-Emission (kombiniert)                   | k. A.                      | 139–141 g/km               |